# برلینگرود
برلینگرود (به آلمانی: Berlingerode) یک شهر در آلمان است که در آیشسفلد واقع شده‌است. برلینگرود ۱٬۲۵۸ نفر جمعیت دارد.